# Distichophyllum longobasis
Distichophyllum longobasis är en bladmossart som beskrevs av Fleischer 1908. Distichophyllum longobasis ingår i släktet Distichophyllum och familjen Hookeriaceae. Inga underarter finns listade i Catalogue of Life.